# Triphyophyllum peltatum
Triphyophyllum peltatum is een plant die behoort tot de familie Dioncophyllaceae. De plant komt voor in de tropische regenwouden van westelijk Afrika in Sierra Leone, Ivoorkust en Liberia.